# Jantra (hinduismus)
Jantry jsou grafickým vyjádřením a znázorněním různých Božstev a jako takové jsou určené k trvalému uctívání. Mohou obsahovat různé geometrické tvary - čtverce, trojúhelníky, kruh, různé linie apod., z nichž každý tah i směr má svůj význam a vibraci. Rozdíl mezi jantrou a mandalou je ten, že jantry jsou trvalé, neměnné a dokonalé ve své formě. Mandaly oproti tomu jsou malovány vždy jen v kruhu a znázorňují pouze momentální poznání, jsou proto určené jen pro krátkodobé použití a po jejich vytvoření by se měly mandaly následně zničit. Nelze je proto srovnávat s mandalami.
Jantra je forma mandaly, ve které se potkává kruh a čtverec. Dochází tak ke sjednocení protikladů – kruh, jako symbol toho co nás převyšuje, se setkává se čtvercem, který znázorňuje pozemské materiální snažení. Někdy jsou tyto tvary považovány také za symbol ženské a mužské energie. Tento typ mandal se pak jako symbol hledání rovnováhy vyskytuje coby sedmá fáze velkého kruhu mandaly, tzv. Kvadratura.

## Vzhled a tvoření jantry
Jantry jsou dodnes používány pro náboženské rituály (v lámaismu nebo tantrické józe) v Indii, Tibetu a Nepálu. Tyto mandaly (na rozdíl od těch, které si tvoříme doma coby antistresové omalovánky nebo obrazy duše) obsahují tradičně stanovené tvary, které jsou nejenom kresleny či malovány, ale bývají při zvláštních příležitostech znázorňovány také trojrozměrně z předem daných materiálů. Hotové jantry jsou potírány vonnými oleji a za odříkávání manter je do nich zván bůh či bohyně, jehož symboly jsou v jantře obsaženy.
Jantry se vytvářejí jak v malém (např. jako namalované meditační pomůcky), tak ve velkém (např. jako půdorys chrámů) a tvoří spojení mezi božským (kruh) a polárním (čtverec). Pravá jantra však vzniká jako duchovní obraz, vytvořený imaginací učeným lámou. Dvojrozměrné mandaly jsou pouhým vnějším znázorněním bez významu. Mají však nezaměnitelný styl a tradiční strukturu.

## Jantra a Védy
Mandala znamená manušja anda, kruhová záře kolem člověka a okolo mytického vesmírného obra puruši. Puruša byl dle Rgvédu rozdělen na díly a z nich vznikli bohové, lidé a světy, kasty indické společnosti. Nejstarší půdorysy mandaly objevili archeologové v středoasijské kultuře BMAC, před 4000 lety (Daschli). Půdorysy svatyně ohně jsou čtvercové se čtyřmi klasickými branami dle modelu jantry. Později se za védské civilizace rozvinul model vesmíru jako času vetknutého do obětiště (védi) a védský obětní rok byl svázán paleoastronomickými obřady. Rok, dny a noci se opakují (Šatapathabráhmana) a proto kruh je země a čtverec nebe. Čtverec ohraničovaly body rovnodenností a slunovratů. Jedna polovina roku náležela bohům, druhá předkům. Tyto a mnohé jiné parametry sloužily za podklad védského božiště, předlohy mandaly. Do základů božiště se vkládaly obřadní předměty a z toho za buddhismu povstal obyčej mandaly jako stavby dágoby, která ukrývá zářiče drahokamů, ochrany bohů před zlými silami. Převod védského obětiště do mahájánového buddhismu nejlépe dokumentuje mandala velkého času, Kálačakra mandala mudrce Asangy.

## Galerie

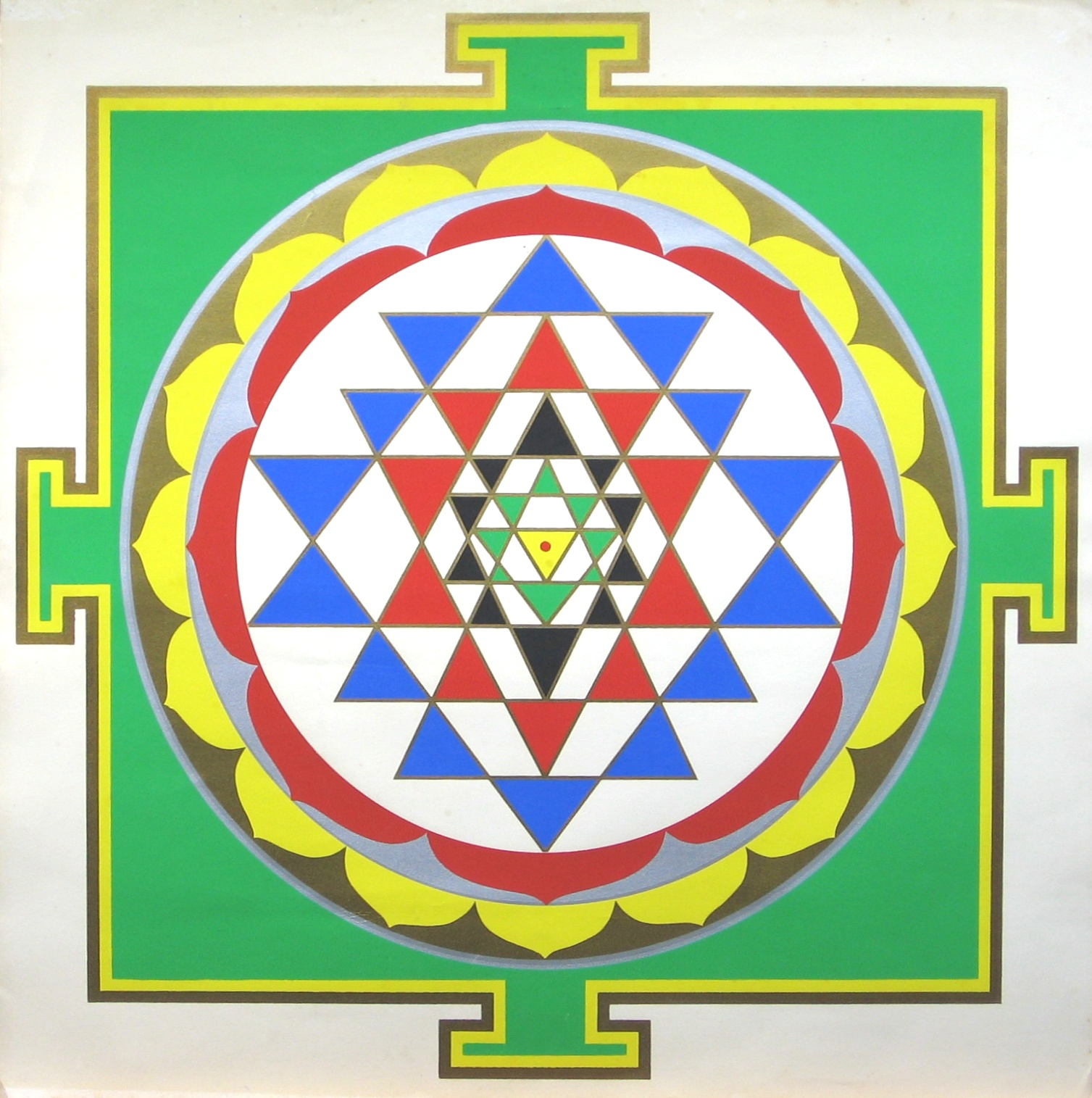
šrí čakra (śrī cakra)
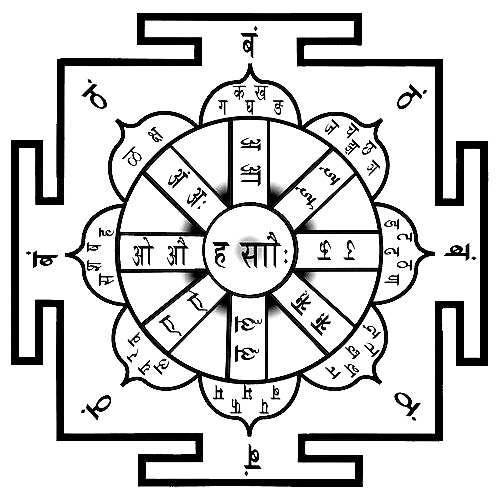
ašta mátrka jantra (aṣṭa mātṛka yantra)
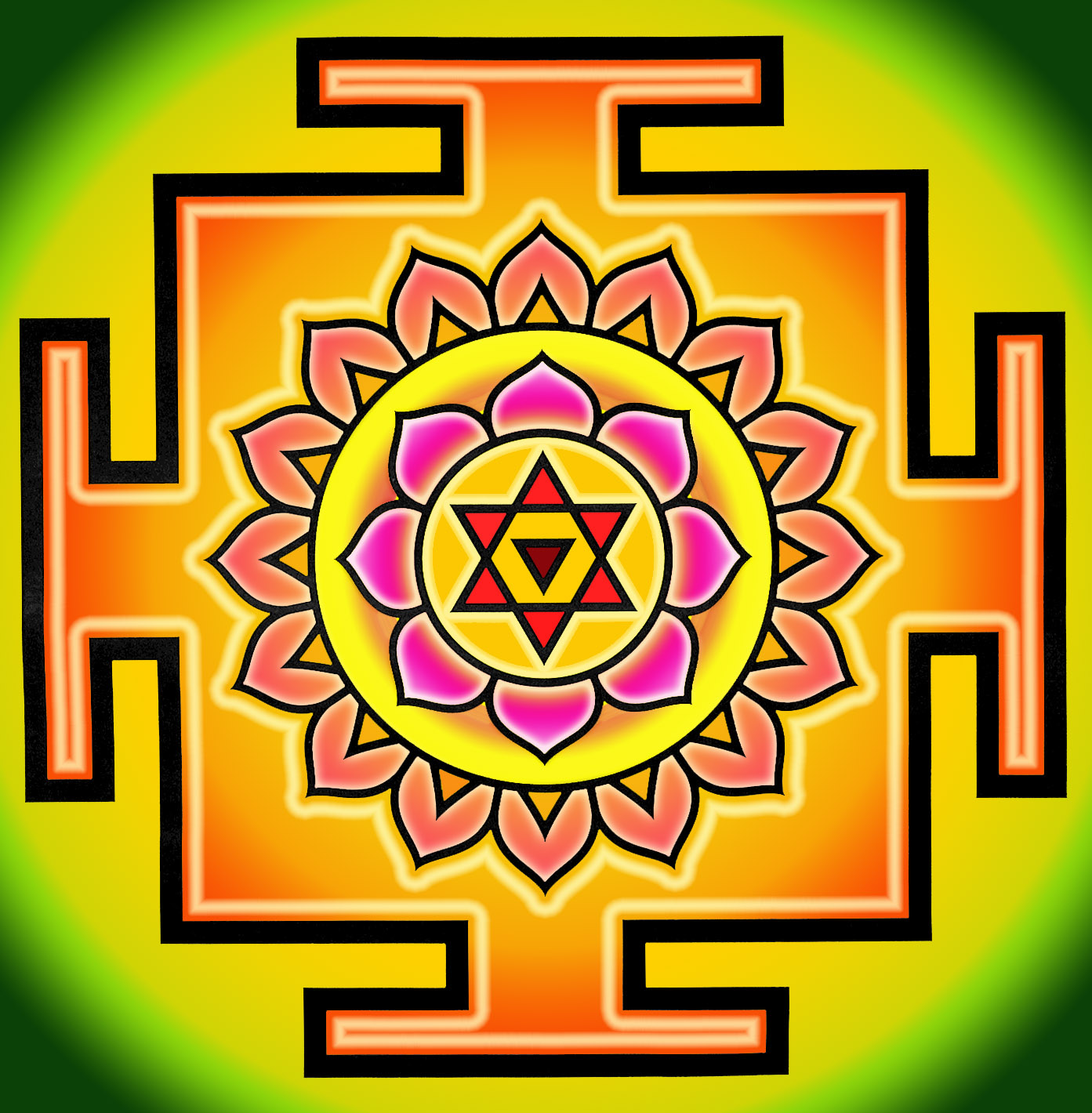
bagalámukhí jantra (bagalāmukhī yantra)
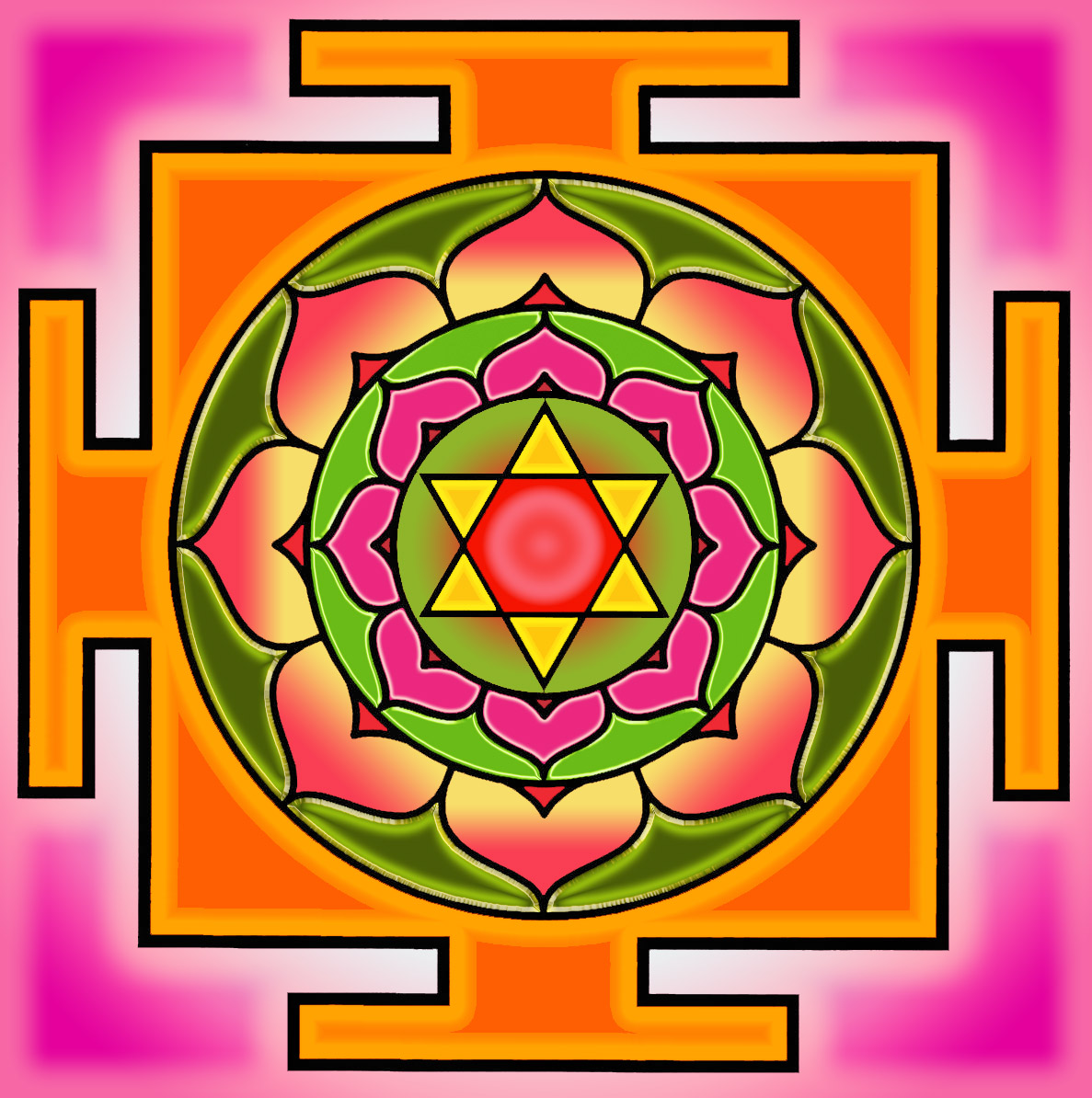
Bhuvanéšvarí jantra (bhuvaneśvarī yantra)
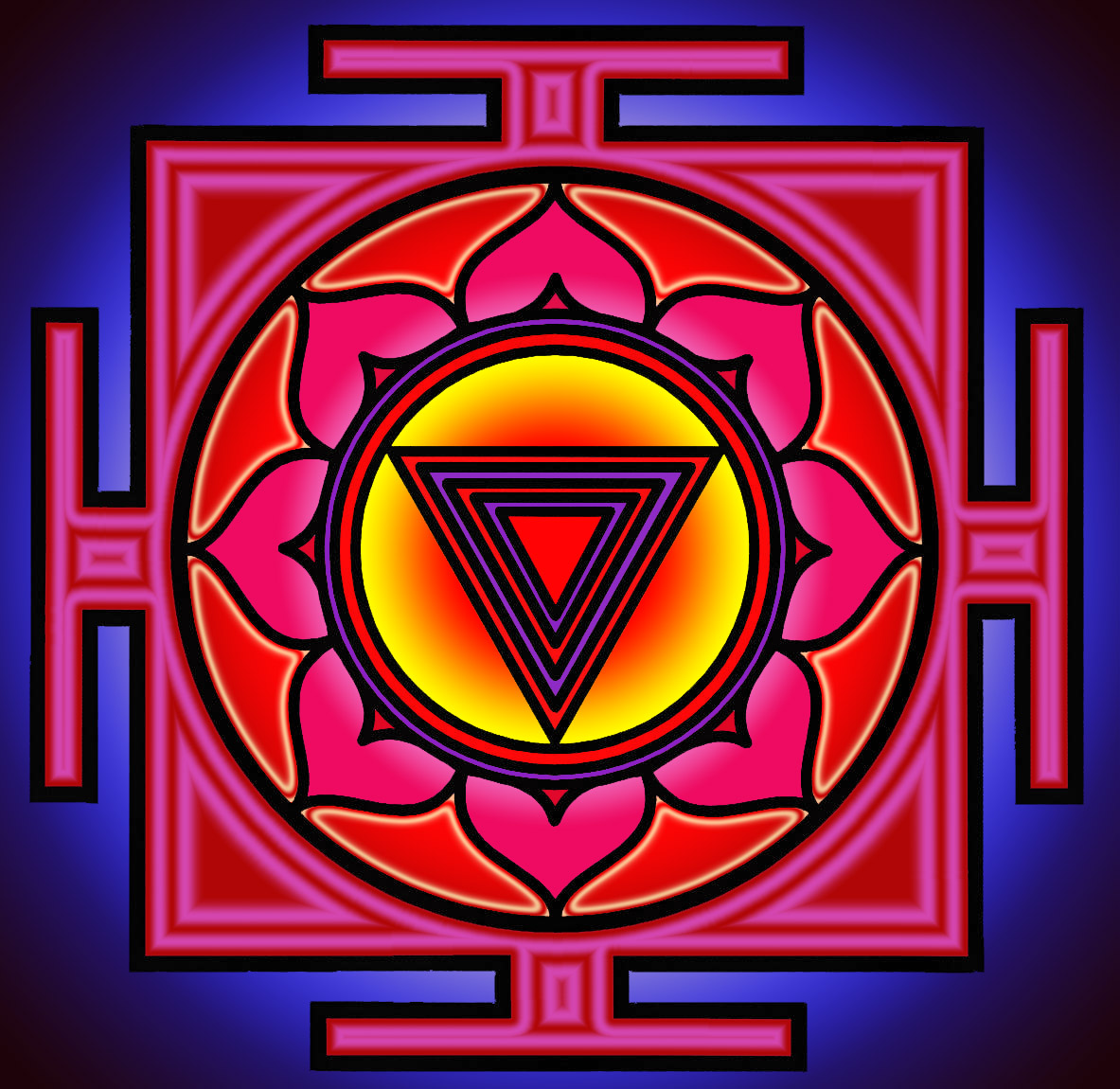
Kálí jantra (kālī yantra)
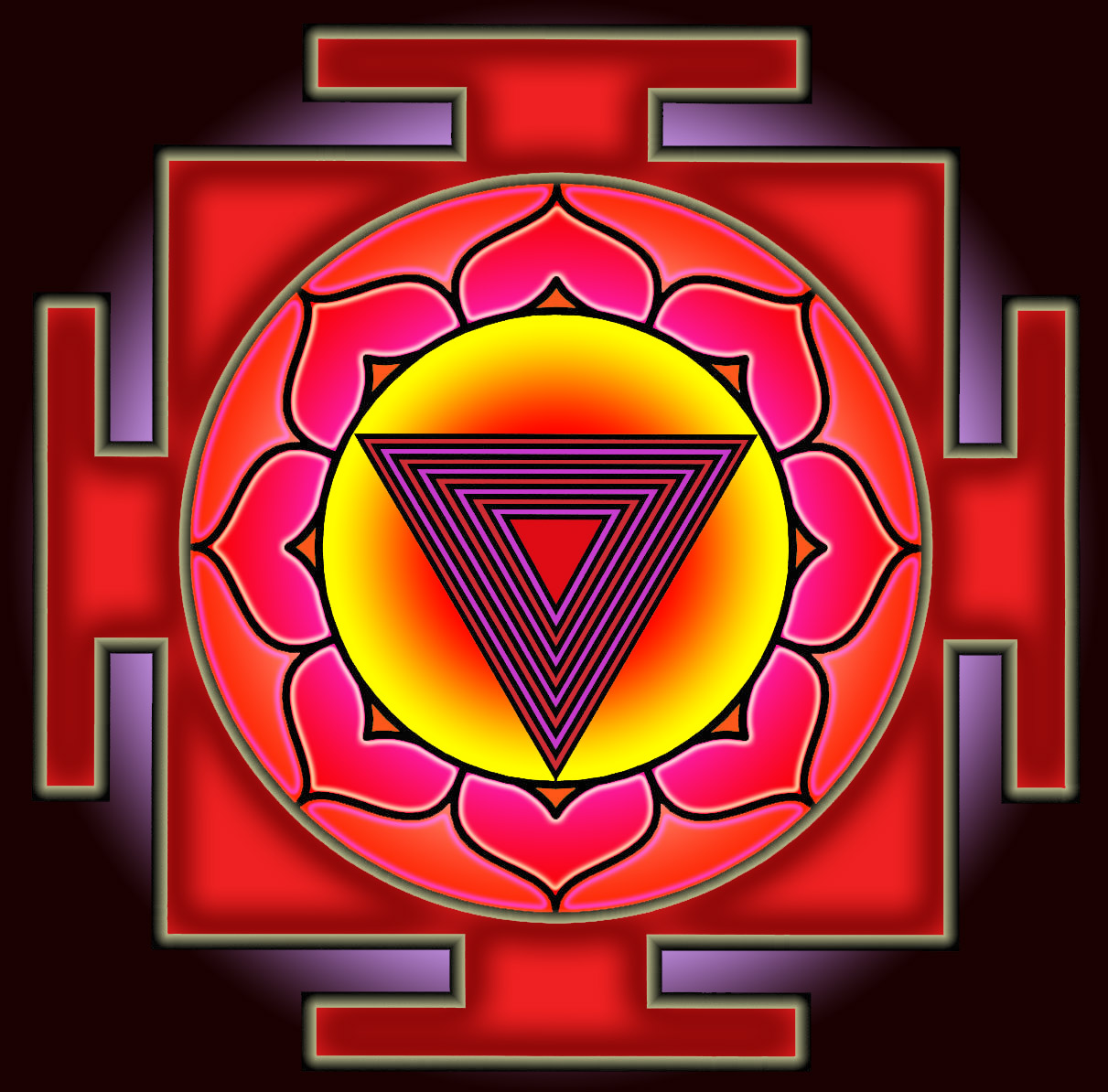
Tripurabhairava jantra
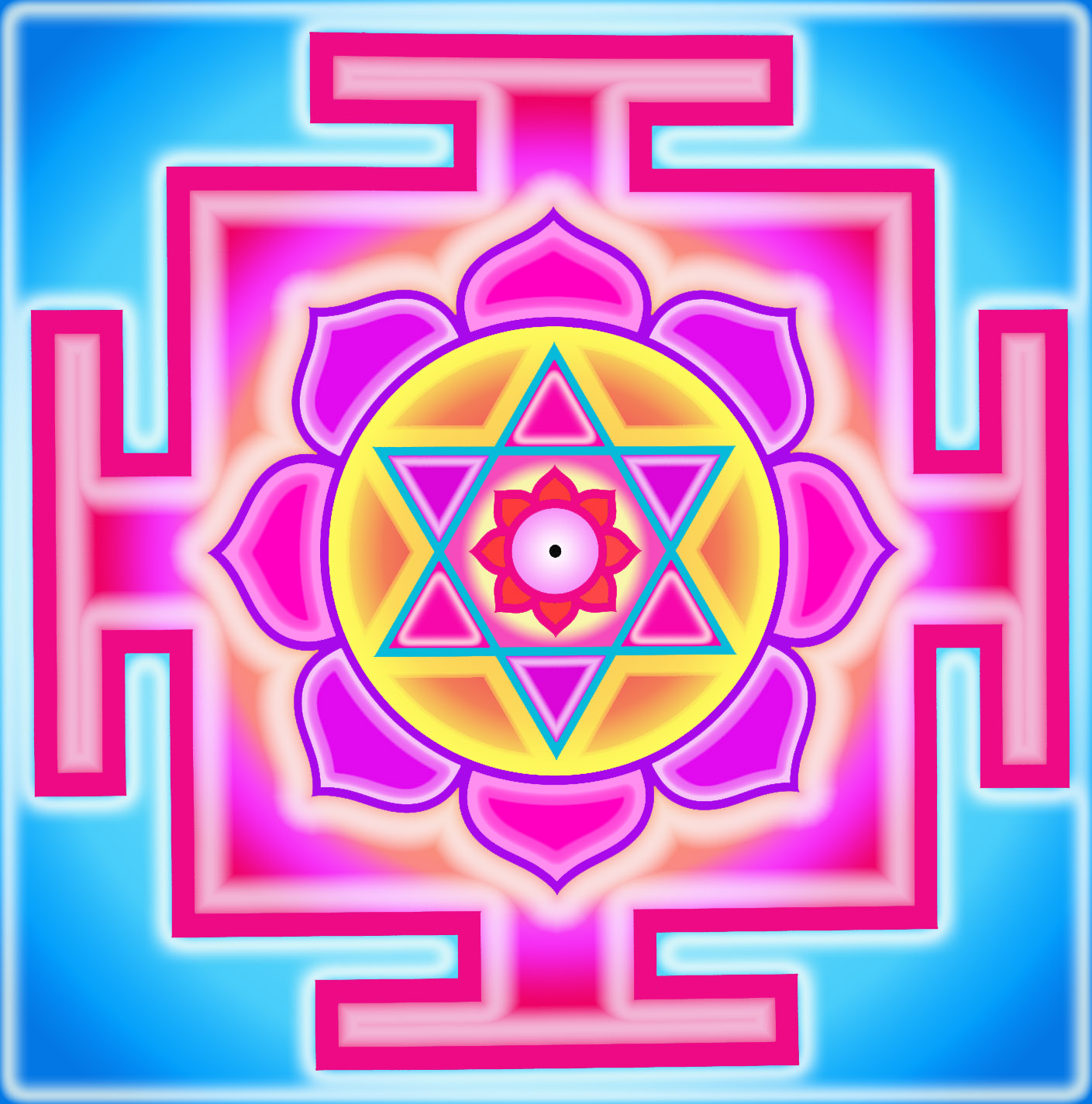
Kamalá jantra (kamalā yantra)
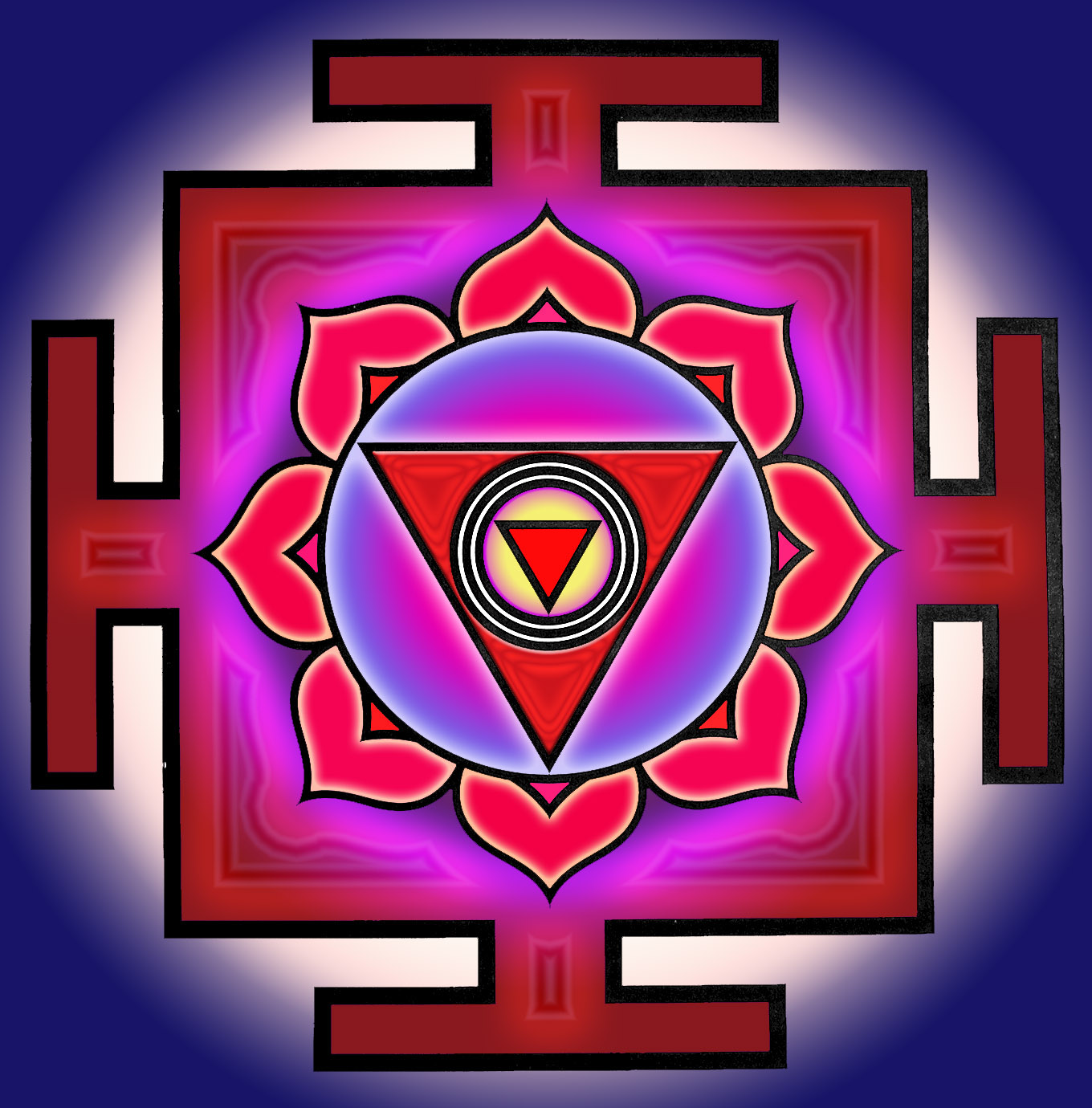
Čhhinnamastá jantra (chhinnamastā yantra)
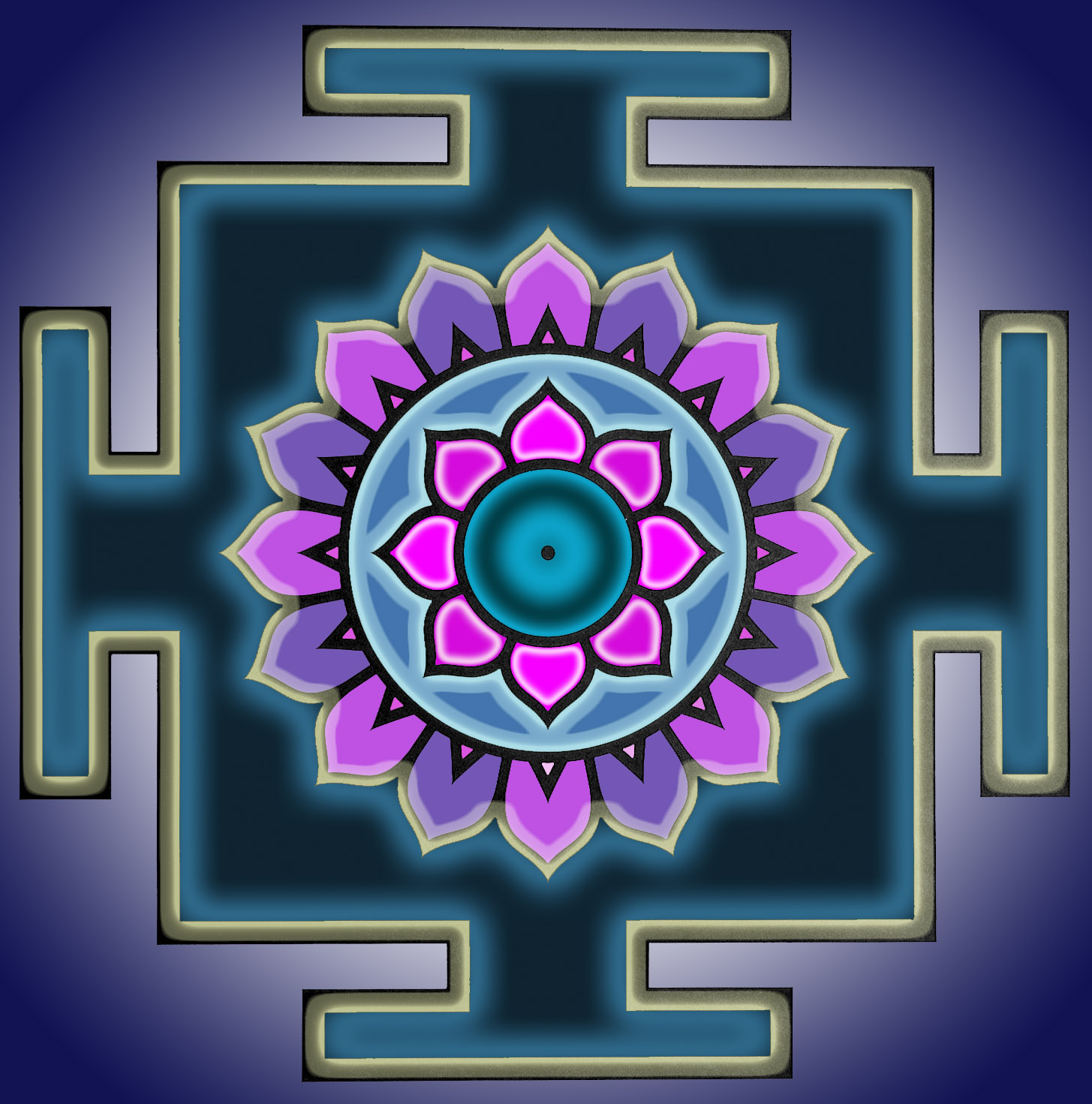
Dhúmávatí jantra (dhūmāvatī yantra)
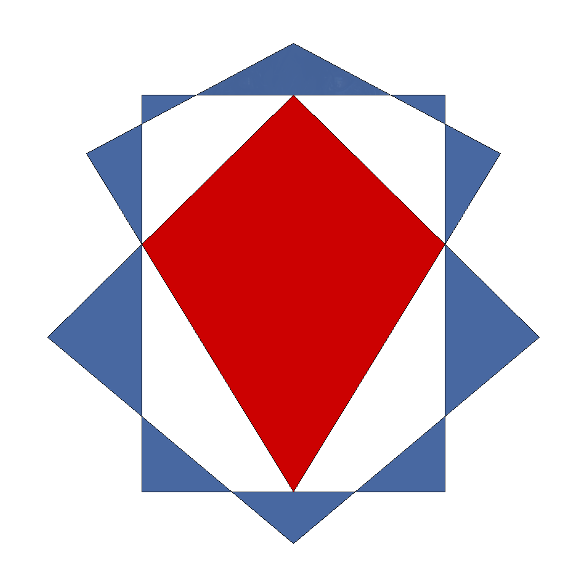
Rex jantra (typ Šrivatsagranthi yantra 4+8 okvětních;)